# Сана (река)
Сана (хорв.  и босн. Sana, серб. Сана) — река на северо-западе Боснии и Герцеговины, один из крупнейших притоков Уны.
Берёт начало в 25 западнее города Яйце и впадает в Уну около города Нови-Град. Река не судоходна. Длина реки — 146 км. Высота устья — 139 м над уровнем моря. Высота истока — 940 м над уровнем моря.